# Ingram Micro
Pour les articles homonymes, voir Ingram.
Ingram Micro est un grossiste en produits technologiques (ordinateurs, téléviseurs, jeux vidéo, etc.) au niveau mondial. Peu connu du grand public car ne commerçant qu'avec des revendeurs, le groupe est pourtant un acteur majeur de la vente informatique dans le monde. Son siège social est basé à Irvine en Californie. La société a été cotée à la bourse de New-York de 1996 jusqu'à son rachat par le conglomérat Chinois HNA en 2016. Jusqu'à cet événement, les parts étaient majoritairement détenues par la famille Ingram, opérateurs industriels basés à Nashville (Tennessee).

## Histoire

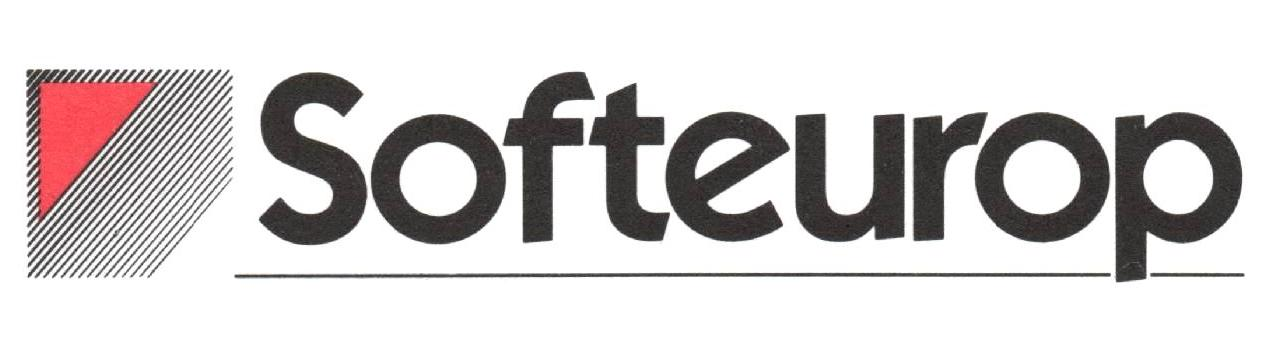
logo de la firme Softeurop, prédécesseur d'Ingram-Micro en Europe.

Ingram Micro est fondée en 1979 aux États-Unis, en tant que filiale du groupe Ingram Industries.
En 1989, Ingram Micro acquiert SoftEurope, ce qui marque le début de l'implantation du groupe en Europe et de Micro D aux États-Unis. Le groupe prend le nom de « Ingram Micro D ». En 1991, Ingram Micro D change de nom pour Ingram Micro. Il s'ensuit une politique d'acquisition avec l'achat de Software Ltd au Royaume-Uni en avril 1991 et de Zedd en Belgique en août 1993 ...
En 1996,  Ingram Micro est introduit à la bourse de New-York. En 1998, Ingram Micro acquiert Macrotron  pour 100 millions de dollars,
En 2004, Ingram Micro acquiert le groupe TechPacific présent en Asie (Australie, Inde, Malaisie, Nouvelle-Zélande, Singapour, Thaïlande), pour 700 millions de dollars
En 2012, Ingram Micro acquiert BrightPoint, un grossiste en téléphonie mobile pour 840 millions de dollars.
En février 2016, Ingram Micro est acquis par le conglomérat chinois HNA Group, qui détient notamment Hainan Airlines, pour environ 6 milliards de dollars. 
En 2017, HNA fait face à des problèmes de trésorerie et commence à revendre des actifs pour réduire sa dette. Des rumeurs de revente d'Ingram Micro apparaissent alors sporadiquement dans les médias.
En novembre 2018, Reuters indique que le groupe Cinda est impliqué dans des discussions avec de potentiels acheteurs pour Ingram Micro.
En décembre 2018, le Wall Street Journal puis Reuters annoncent que HNA est en pourparlers avec le groupe Apollo Global Management Llc afin de revendre Ingram Micro pour 7,5 milliards de dollars.
En décembre 2021, CMA CGM annonce l'acquisition de la filiale Commerce and Lifecycle Services d'Ingram Micro pour 3 milliards de dollars.